# Абалтусов, Виктор Евгеньевич
Виктор Евгеньевич Абалтусов (4 августа 1948, Томск — 14 января 1997, Томск) — советский и российский физик, профессор кафедры физической механики Томского государственного университета.

## Биография
Виктор Абалтусов родился в семье машиниста станции Томск-2 Евгения Макаровича Абалтусова (1915—1997) и кладовщицы Томского электромеханического завода Зинаиды Иосифовны Абалтусовой (1919—1994); у Виктора была сестра Людмила (род. 1946) и брат Николай (род. 1950). В период обучения в средней школы № 9 Виктор занимался в юношеской математической школе при ТГПИ; также занимался спортом: выполнил норматив I разряда в лыжных гонках. Кроме того он являлся членом комитета ВЛКСМ.
В 1965 году Виктор Абалтусов стал студентом физико-технического факультета Томского государственного университета: среди его преподавателей были Вадим Слухаев, Игорь Васенин, Владимир Вилюнов, Станислав Творогов, Эрнст Шрагер и Василий Черников. Дипломную работу, озаглавленную «Исследование процесса воспламенения конденсированных взрывов в набегающем потоке нагревающихся окислителей», Абалтусов выполнил под руководством младшего научного сотрудника университета Геннадия Исакова. Продолжал заниматься спортом — выполнил норматив кандидата в мастера спорта в лыжных гонках и норматив I разряда по зимнему многоборью, а также — гребле; входил в сборную университета по лыжам. В 1971 году он окончил университет по специальности «баллистика», получив квалификацию инженера-физика.
С февраля 1972 года являлся младшим научным сотрудником университета, а в июне 1976 года стал старшим научным сотрудником. В июле 1979 год занял пост заведующего сектором в лаборатории аэротермохимии, с в январе 1983 года стал заведующим лабораторией физического моделирования процессов переноса в реагирующих средах, относившейся к отделу механики реагирующих сред НИИПММ. Проводил экспериментальные работы по изучению физико-химических процессов в высокотемпературных газовых и гетерогенных потоках; участвовал в создании тепловой защиты гиперзвуковых летательных аппаратов. В 1979 году под руководством Анатолия Гришина Абалтусов защитил кандидатскую диссертацию по специальности «механика жидкости и газа» (спецтема); в 1991 году стал доктором технических наук. С 1 сентября 1994 года также являлся профессором (по совместительству) на кафедре физической механики; читал специальный курс и вёл практикум.

## Работы
Виктор Абалтусов принимал участие в работе целого ряда научных конференций, совещаний и семинаров; являлся автор около 170 работ, а также — имел 27 авторских свидетельств, 5 патентов:
- Совместно с Г. Н. Исаковым. Экспериментальное исследование теплостойкости материалов в высокотемпературных кислородсодержащих средах // Физика горения и взрыва. 1973. № 6;
- Совместно с А. М. Гришиным, А. Н. Головановым. Экспериментальное исследование тепломассообмена плазменной струи с перфорированной поверхностью при наличии вдува // Известия СО АН СССР. Серия: Техническая. 1980. Вып. 3, № 13;
- Экспериментальное исследование теплообмена на перфорированной поверхности при наличии двухфазного вдува // Пристенные струйные потоки. Новосибирск, 1984;
- О механизме турбулентности на проницаемой поверхности в окрестности критической точки // Турбулентный пограничный слой. М., 1991;
- Совместно с И. К. Жаровой, Г. Я. Мамонтовым, Т. Н. Немовой, В. Ф. Пинкиным. Heat and Mass Exchange in High-Temperature Two-Phase Flow Around Bodies // Heat Transfer Research. 1993. Vol. 25, № 3;
- Совместно с И. К. Жаровой, В. Ф. Пинкиным. Экспериментальное исследование тепломассообмена высокотемпературных гетерогенных струй с поверхностью // Теплофизика и аэромеханика. 1995. Т. 2, № 4.

## Семья
Виктор Абалтусов был женат на Татьяне Вальтеровне (род. 1952); в семье было двое детей: Анна (род. 1978) и Алексей (род. 1979).

## Архивные источники
- Архив ТГУ. Ф. Р-815. Оп. 55. Д. 1067; Оп. 85, Д. 5923;